# シトリノール
シトリノールTM(英: SytrinolTM)は、カナダの KGK Synergize Inc.社が権利を有する健康補助食品の名称。主成分は柑橘フラボノイドのノビレチンとタンゲレチンを 1:1 の割合で含む混合物。 いずれの成分もポリメトキシフラボノイド(O-メチル化フラボノイド)である。